# كين دوبلداي
كين دوبلداي (بالإنجليزية: Ken Doubleday) هو منافس ألعاب قوى أسترالي، ولد في 14 فبراير 1926، وتوفي في 8 يونيو 2014.

## وصلات خارجية
- كين دوبلداي على موقع النتائج التاريخية لألعاب القوى الأسترالية (الإنجليزية)
- كين دوبلداي على موقع أوليمبيديا (الإنجليزية)
- كين دوبلداي على موقع اتحاد ألعاب الكومنولث (مؤرشف) (الإنجليزية)